# Антони Пешев
Антони Пешев (на македонска литературна норма: Антони Пешев) е политик и бизнесмен от Северна Македония.

## Биография
Роден е в град Скопие през 1962 година. Завършва Електротехническия факултет на Скопския университет със специалност „Компютърна техника“.
В периода 1992-1994 г. е министър на урбанизма, строителството, транспорта и екологията на Република Македония в първото правителство на Бранко Цървенковски. Подава оставка заради авиокатастрофа край Охрид с рекордния брой от 116 жертви, дължаща се на слаб контрол на въздушното движение.
На 18 февруари 2010 г. е избран за председател на Събранието на Стопанската камара на Република Македония.